# Prism (アリスプロジェクト)
Prism（プリズム）は、日本の女性アイドルユニット。所属事務所はアリスプロジェクト。

## 概要
- “プリズム高校の生徒によるアイドルユニット”というコンセプトで、おもに青春をテーマにした楽曲を歌っている。
- ユニット名は亀田伶央奈による発案。
- 同じ事務所のぴゅあふる、チェリーブロッサムと合同でアリス十番を結成。現在はアリス十番を含む大型ユニット仮面女子のメンバーによる派生ユニットという位置づけで活動している。

## メンバー
| 名前       | よみ          | 生年月日       | 出身地 | 愛称                 | イメージカラー | 備考（他所属ユニット等）              |
| ---------- | ------------- | -------------- | ------ | -------------------- | -------------- | ------------------------------------- |
| 月野もあ   | つきの もあ   | 1994年3月7日   | 埼玉県 | もあちゃん、もあもあ | 紫             | アーマーガールズ                      |
| 森下舞桜   | もりした まお | 2002年11月11日 | 長野県 | まおぴ               | 赤             | アリス十番、kiraboshi、ポイサン委員会 |
| 陽向こはる | ひなた こはる | 1998年7月29日  | 滋賀県 | こはるん             | ピンク         | アリス十番                            |

## 元メンバー
| 名前        | よみ            | 生年月日       | 出身地   | 備考（他所属ユニット等）                               |
| ----------- | --------------- | -------------- | -------- | ------------------------------------------------------ |
| 愛射 めゆ   | あいる めゆ     | 1992年5月7日   |          | 2010年12月17日卒業。                                   |
| 神崎 奈緒   | かんざき なお   | 1994年1月28日  | 神奈川県 | 2011年5月19日卒業。                                    |
| 秋本 麗奈   | あきもと れいな | 1992年6月26日  | 滋賀県   | 2011年6月11日卒業。                                    |
| 佐竹 ゆいか | さたけ ゆいか   | 1995年2月1日   | 千葉県   | 2011年11月11日卒業。元アリス十番。                     |
| 鈴木 真実   | すずき まみ     | 1994年10月23日 | 埼玉県   | 2012年3月29日卒業。元アリス十番。                      |
| 綾瀬 亜美   | あやせ あみ     | 1991年9月2日   | 長野県   | 2012年3月29日卒業。元アリス十番。                      |
| 塩谷 彩香   | しおたに さやか | 1992年9月24日  | 千葉県   | 2013年5月18日卒業。元アリス十番。                      |
| 亀田 伶央奈 | かめだ れおな   | 1993年10月18日 | 東京都   | 2014年4月30日卒業。元スチームガールズ。                |
| 桐谷 真央   | きりたに まお   | 1993年10月6日  | 神奈川県 | 2014年6月28日卒業。元アリス十番。                      |
| 伊藤 みう   | いとう みう     | 1996年8月12日  | 東京都   | 2014年11月9日卒業。元アーマーガールズ。                |
| 朝倉 彩花   | あさくら あやか | 1994年7月27日  | 東京都   | 2016年4月11日卒業。元スチームガールズ。                |
| 澤田 リサ   | さわだ りさ     | 1996年11月6日  | 長野県   | 2016年11月21日卒業。元アリス十番。                     |
| 北村 真姫   | きたむら まき   | 1995年3月2日   | 静岡県   | 2018年4月7日卒業。元アーマーガールズ。                 |
| 川村 虹花   | かわむら ななか | 1995年12月26日 | 神奈川県 | 2021年4月10日卒業。元アリス十番、アイドル妖怪カワユシ♥ |
| 海月咲希    | みつき さき     | 1995年9月16日  | 鹿児島県 | 2023年1月21日卒業。元アリス十番。                      |

## 活動略歴
2010年
- 10月4日、秋本麗奈、愛射めゆ、亀田伶央奈の3名によるPrismの結成が発表。
- 12月11日、両国SUNRIZEにてデビュー。
- 12月17日、愛射めゆが脱退。
- 12月25日、鈴木真実が加入。アルバム『ALICE-1』（ぴゅあふる、Prism、みるく.com、麻友美）発売。

2011年
- 2月27日、神崎奈緒、塩谷彩香、綾瀬亜美が「Prism」に加入。
- 5月19日、神崎奈緒が脱退。
- 6月11日、秋本麗奈が脱退。
- 7月24日、桐谷真央、佐竹ゆいかが加入。ぴゅあふる、Prism、チェリーブロッサムのメンバーに麻友美、森カノン、藍川千佳を加えた18名による「アリス十番」の結成が発表。
- 8月17日、フジテレビ・お台場合衆国『NEW EAST LIVE』にて、「アリス十番」デビュー。
- 11月11日、佐竹ゆいかが脱退。

2012年
- 3月11日、川村虹花が加入。
- 3月29日、綾瀬亜美、鈴木真実が事務所解雇、亀田伶央奈が謹慎処分により脱退。
- 3月29日、ぴゅあふる、Prism、チェリーブロッサムが「アリス十番」の“派生ユニット”として位置づけられることが発表。

2013年
- 5月18日、塩谷彩香が卒業、ぴゅあふるに加入
- 5月19日、亀田伶央奈が復帰。澤田リサが加入。

2014年
- 4月30日、亀田伶央奈が卒業、脱退。
- 5月17日、朝倉彩花が加入。
- 6月7日、伊藤みうが加入。
- 6月28日、桐谷真央が卒業。
- 11月9日、伊藤みうが卒業。
- 12月14日、月野もあが加入。

2015年
- 7月11日、北村真姫が加入。

2016年
- 4月11日、朝倉彩花が卒業。
- 11月21日、澤田リサが卒業。

2018年
- 4月7日、北村真姫が卒業。
- 8月13日、森下舞桜、陽向こはるが加入。

2019年
- 2月24日、海月咲希が加入。

2021年
- 4月10日、川村虹花が卒業。

2023年
- 1月31日、海月咲希が卒業。

## 楽曲
- ラプ♡ラポ-冬のプリズム-
- 青春宝石
- アドベンチャー
- サマレボ☆　※サムライボウルのカバー
- Days
- カラフルウェーブ